# Adriana Ugarte
Adriana Ugarte (ur. 17 stycznia 1985 w Madrycie) – hiszpańska aktorka filmowa, telewizyjna i teatralna. Nominowana do Nagrody Goya za rolę w filmie Cabeza de perro (2006) Santiego Amodeo. Poza Hiszpanią znana głównie z tytułowej roli w filmie Julieta (2016) Pedro Almodóvara, za którą otrzymała nominację do Europejskiej Nagrody Filmowej dla najlepszej aktorki.

## Nagrody i nominacje

### Fotogramas de Plata
| Rok  | Kategoria                     | Serial             | Wynik   |
| ---- | ----------------------------- | ------------------ | ------- |
| 2013 | Najlepsza aktorka telewizyjna | Krawcowa z Madrytu | Wygrana |

### Premios Ondas
| Rok  | Kategoria                                        | Serial             | Wygrana |
| ---- | ------------------------------------------------ | ------------------ | ------- |
| 2014 | Najlepsza interpretacja kobieca fikcji narodowej | Krawcowa z Madrytu | Wygrana |

### Premios Iris
| Rok  | Kategoria         | Serial             | Wynik   |
| ---- | ----------------- | ------------------ | ------- |
| 2014 | Najlepsza aktorka | Krawcowa z Madrytu | Wygrana |

### Premios Zapping
| Rok  | Kategoria         | Osoba              | Wynik     |
| ---- | ----------------- | ------------------ | --------- |
| 2014 | Najlepsza aktorka | Krawcowa z Madrytu | Nominacja |